# Conus deperditus
Espèce
Conus deperditus est une espèce fossile de mollusques gastéropodes marins de la famille des Conidae.

## Taxonomie

### Publication originale
L'espèce Conus deperditus a été décrite pour la première fois en 1792 par le naturaliste français Jean-Guillaume Bruguière dans « Histoire naturelle des vers »,.